# Touche de sélection de la langue d'entrée

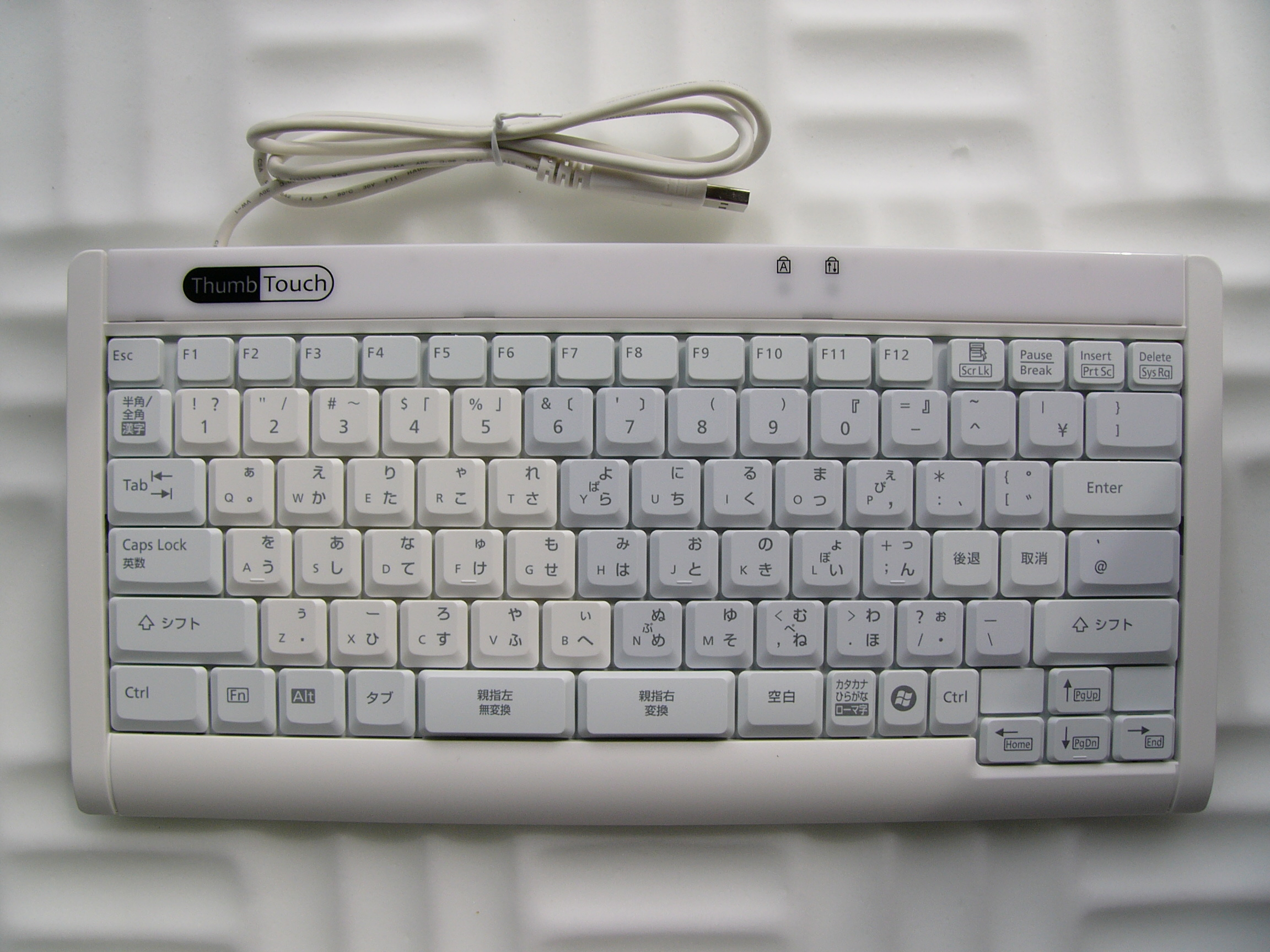
Clavier Fujitsu japonais. La touche de sélection de la langue d'entrée se trouve en haut à gauche, sous la touche d'échappement.

La touche de sélection de la langue d'entrée est une touche de clavier d'ordinateur destinée à traduire en caractères complexes les caractères entrés au clavier. Cette touche se retrouve habituellement sur les claviers d'ordinateur utilisés pour entrer des caractères japonais ou coréens.
Cette touche est utilisée en association avec une méthode d'entrée. Une méthode d'entrée — en anglais : input method ou input method editor (IME) chez Microsoft — est un programme qui traduit les caractères d'un clavier occidental standard en caractères complexes et en symboles — tels que les caractères chinois, coréens, japonais ou d'origine indienne (sanskrits, tamouls, tibétains, etc.).